# Georg Jarzembowski
Georg Jarzembowski (* 3. Februar 1947 in Braunschweig) ist ein deutscher Politiker (CDU).

## Leben und Beruf
Nach dem Abitur 1966 am Martino-Katharineum in Braunschweig leistete Jarzembowski den Wehrdienst ab und begann 1968 ein Studium der Rechtswissenschaft an der Universität Hamburg, welches er 1973 mit dem ersten juristischen Staatsexamen beendete. Nach dem anschließenden Referendariat bestand er 1975 auch die Große juristische Staatsprüfung. Er war zunächst als Rechtsanwalt in Hamburg tätig. 1978 erfolgte seine Promotion zum Dr. jur. an der Universität Hamburg mit der Arbeit „Fehlerhafte Organakte nach deutschem und amerikanischem Aktienrecht unter besonderer Berücksichtigung des Instituts des de facto officer“. Im selben Jahr trat er als Richter am Landgericht in die hamburgische Justiz ein. Von 1979 bis 1991 war Jarzembowski Referent in der Justizbehörde der Freien und Hansestadt Hamburg, zuletzt als Regierungsdirektor. Seit 2009 ist er als Berater in Europäischen Angelegenheiten tätig und war von Juli 2009 bis Mai 2022 zusätzlich als Rechtsanwalt zugelassen.
Georg Jarzembowski ist verheiratet und hat einen Sohn.

## Partei und Abgeordneter
Seit 1968 ist er Mitglied der CDU. Jarzembowski gehörte dem CDU-Landesvorstand in Hamburg an und war bis 2006 Landesvorsitzender der Europa-Union Hamburg.
Von 1974 bis 1978 gehörte Jarzembowski der Bezirksversammlung im Bezirk Hamburg-Mitte und vom 7. Oktober 1979, als er für Erik Blumenfeld nachrückte, bis zur Mandatsniederlegung am 25. September 1991 der Hamburgischen Bürgerschaft an.
Am 5. September 1991 rückte er für Hartmut Perschau in das Europäische Parlament nach. Hier war er von 2003 bis 2004 Vorsitzender des nichtständigen Ausschusses zur Verbesserung der Sicherheit auf See (MARE). Er war Vorsitzender der Interparlamentarischen Delegation für die Beziehungen zu Japan, Sprecher der EVP-ED Fraktion für Chinesische Angelegenheiten und Vorsitzender des interfraktionellen Freundeskreises des Europäischen Parlaments zu Taiwan.
Jarzembowski war Sprecher der EVP-ED-Fraktion im Ausschuss für Verkehr und Fremdenverkehr (der sog. Koordinator). Hier war er u. a. Berichterstatter des Europäischen Parlaments zum Richtlinienentwurf zur umstrittenen Liberalisierung von Hafendiensten (auch als „Port Package“ bekannt) und unterstützte den Richtlinienentwurf – trotz heftiger Kritiken aus dem von ihm vertretenen Wahlkreis Hamburg – grundsätzlich. Daneben war er seit 1993 Berichterstatter des Europäischen Parlaments für die Entwicklung des Eisenbahnwesens in Europa (die sogenannten ersten bis dritten Eisenbahnpakete).
Bei der Europawahl 2009 kandidierte Jarzembowski nicht wieder und schied demgemäß am 13. Juli 2009 aus dem Europäischen Parlament aus.
2010 wurde ihm der japanische mehrfarbige Orden der Aufgehenden Sonne am Band verliehen.